# 新凤河
39°44′27″N 116°26′35″E / 39.7408824°N 116.4431662°E
新凤河是北京地区的一条河流，为凉水河的支流。
发源于大兴区芦城乡，在烧饼庄汇入凉水河。全长27公里，流域面积134.5平方公里。